# Кідіскурі
Кідіскурі (груз. ხიდისყური) — село в Грузії.
За даними перепису населення 2014 року в селі проживає 710 осіб.